# Prosopocera machadoi
Prosopocera machadoi är en skalbaggsart som beskrevs av Pierre Lepesme 1953. Prosopocera machadoi ingår i släktet Prosopocera och familjen långhorningar.
Artens utbredningsområde är Angola. Inga underarter finns listade i Catalogue of Life.